# Lake Muskoka
Lake Muskoka är en sjö i Kanada.   Den ligger i District Municipality of Muskoka och provinsen Ontario, i den sydöstra delen av landet, 300 km väster om huvudstaden Ottawa. Lake Muskoka ligger 230 meter över havet. Arean är 120 kvadratkilometer.